# Lány (Červené Janovice)
Lány (německy Lahna) je malá vesnice, část obce Červené Janovice v okrese Kutná Hora. Nachází se asi tři kilometry severovýchodně od Červených Janovic. Protéká tu Medenický potok. Prochází zde silnice II/339.
Lány leží v katastrálním území Vilémovice u Červených Janovic o výměře 3,22 km².

## Fotogalerie

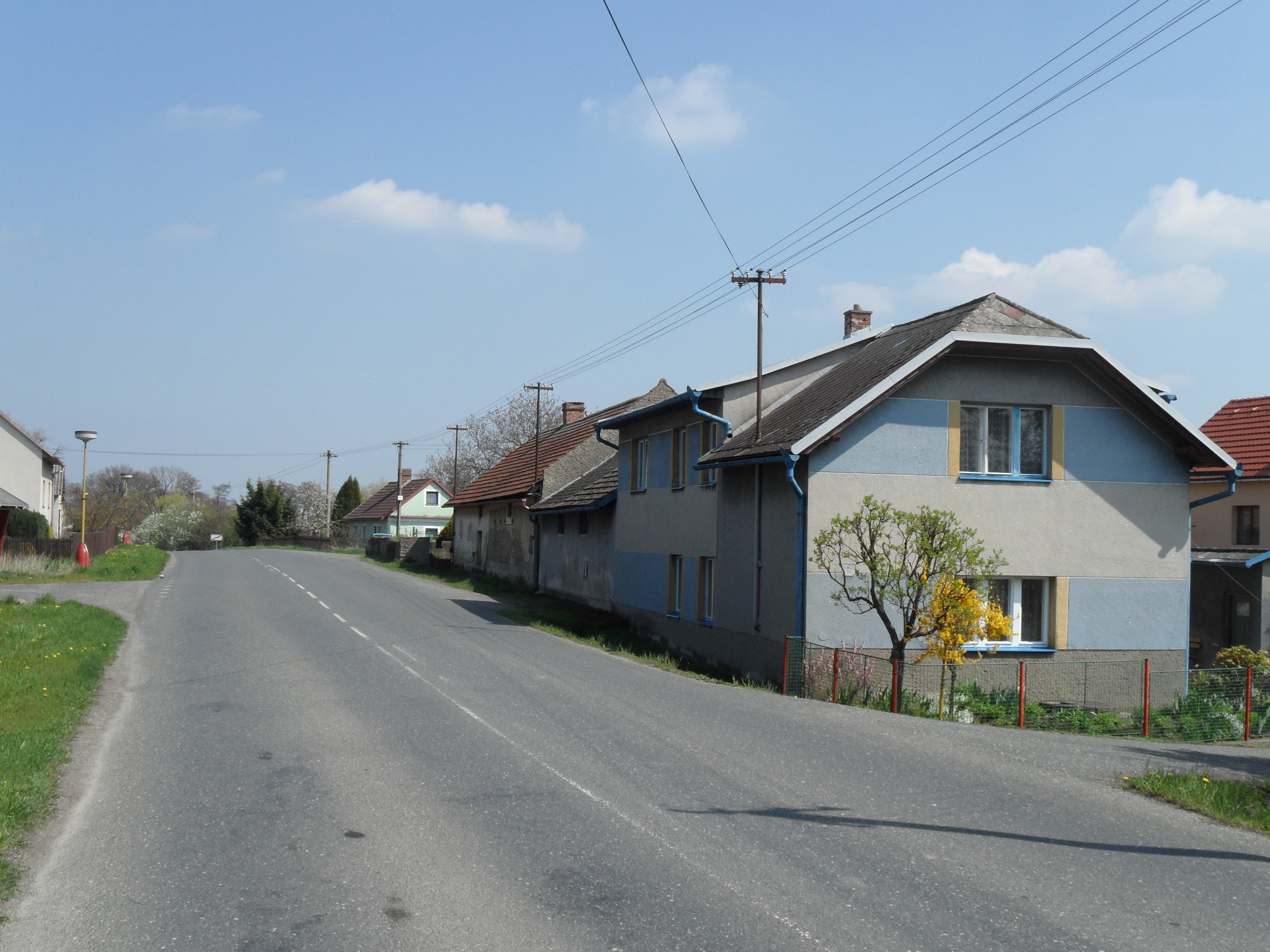
U hlavní silnice, směr Chedrbí
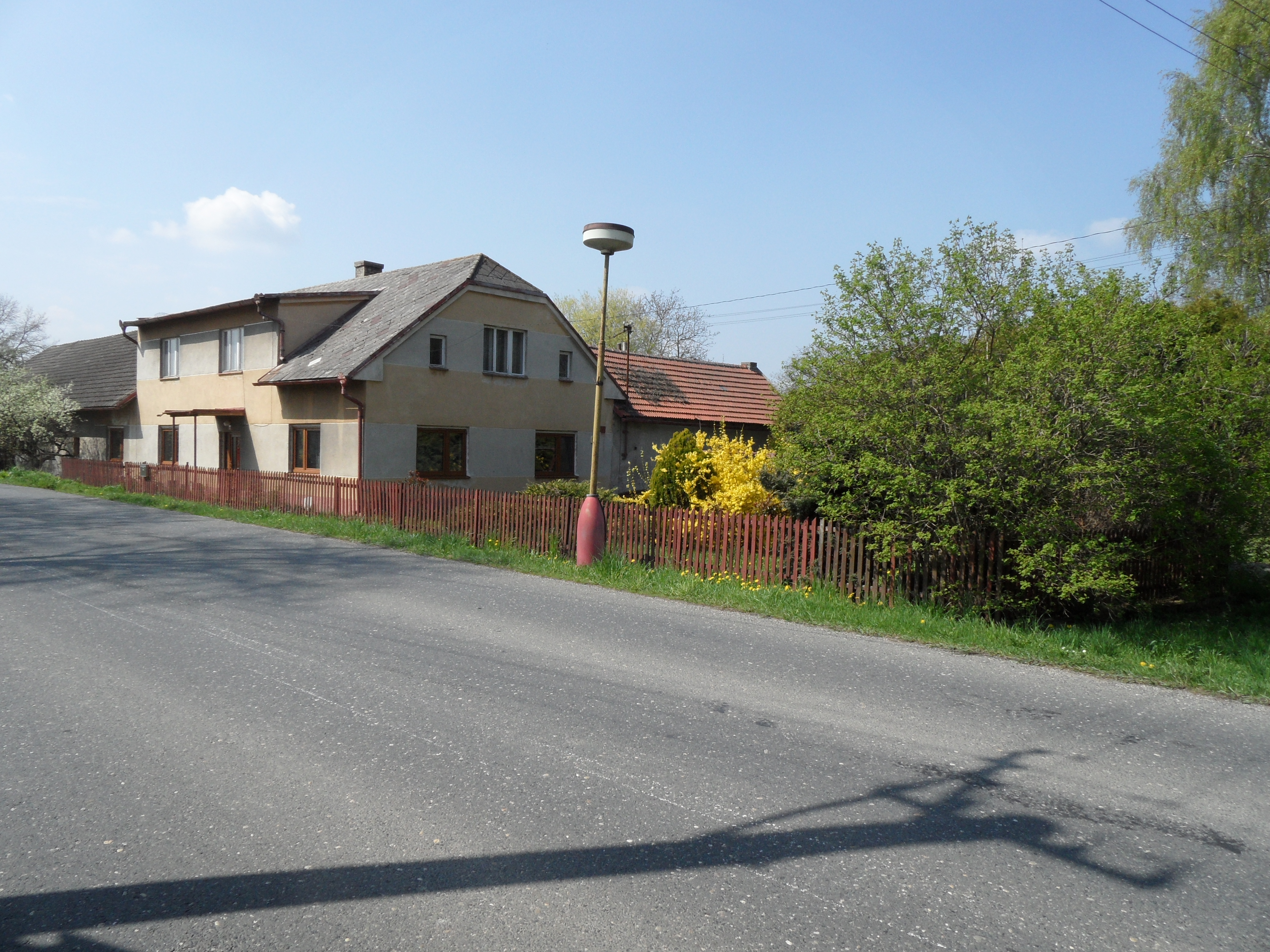
Naproti křížku
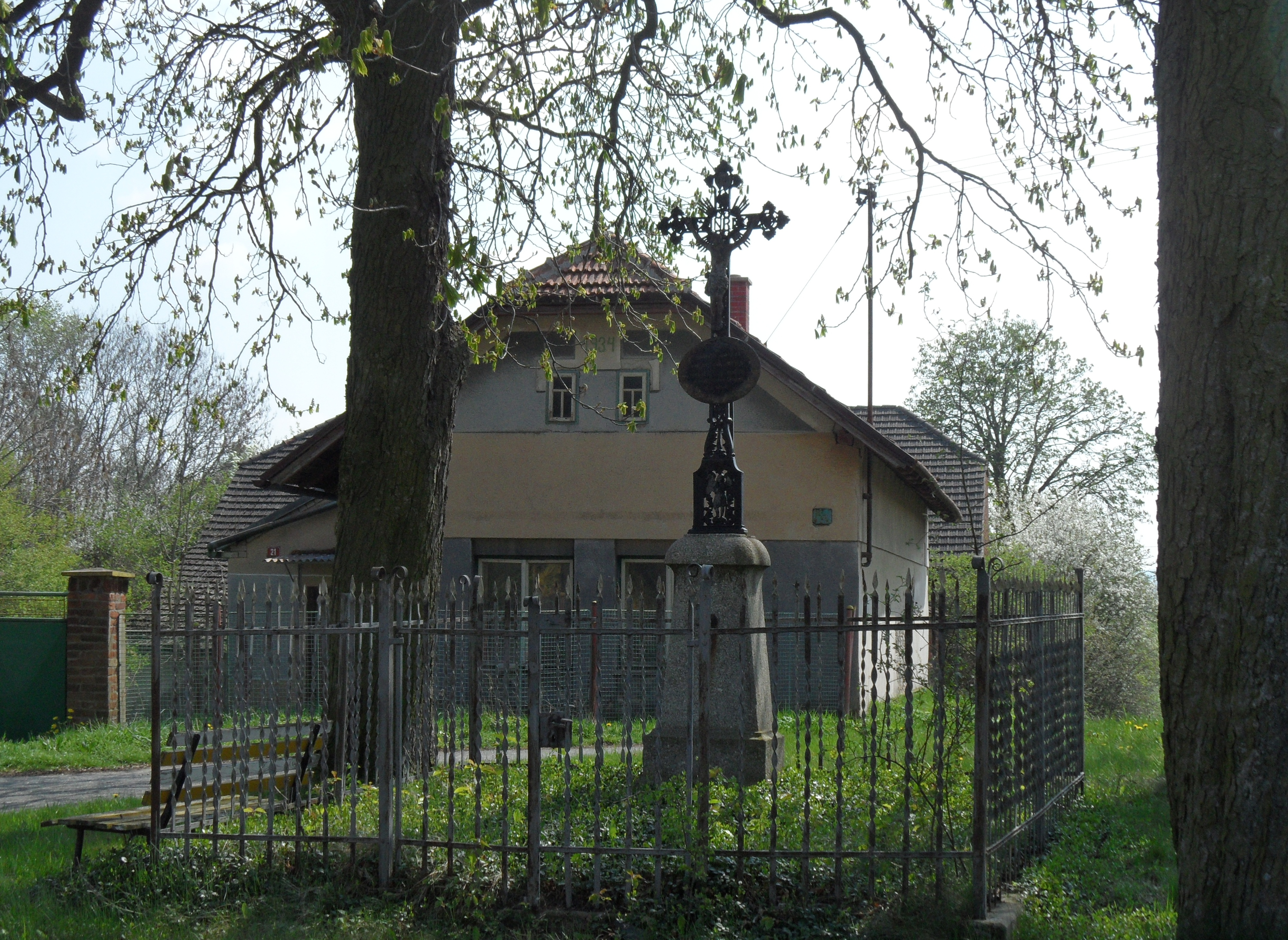
Křížek
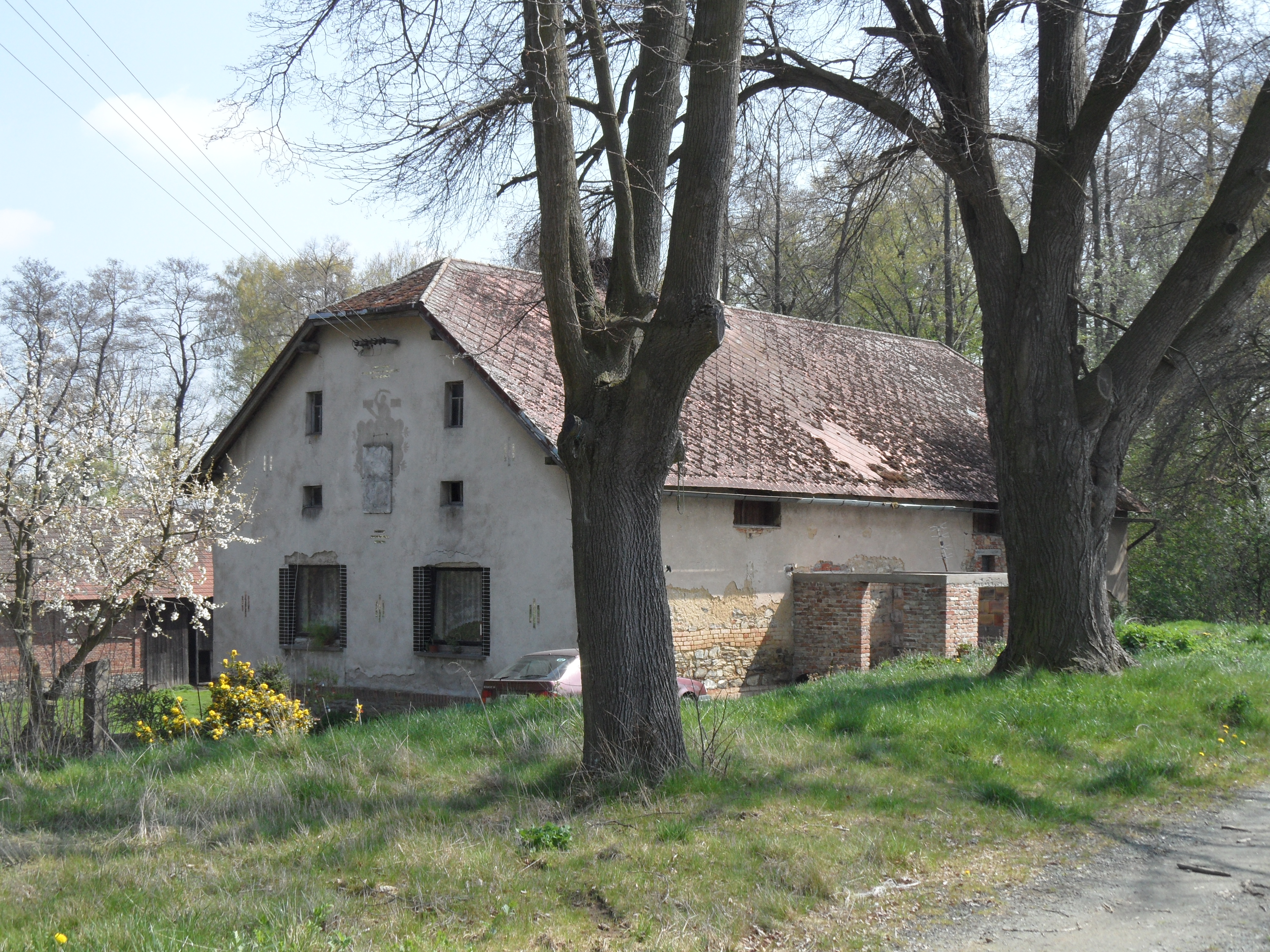
Bývalý mlýn Turkovec